# Tabanus fuscifrons
Tabanus fuscifrons är en tvåvingeart som beskrevs av Schuurmans Stekhoven 1926. Tabanus fuscifrons ingår i släktet Tabanus och familjen bromsar. Inga underarter finns listade i Catalogue of Life.